# Windows Server Update Services
Windows Server Update Services (WSUS) je služba zajišťující aktualizaci softwaru pro operační systémy Microsoft Windows. WSUS je lokálně spravovaná alternativa ke službě Microsoft Update. Používáním služby Windows Server Update Services mohou administrátoři plně spravovat distribuci aktualizací, uvolněných prostřednictvím Automatických aktualizací, do počítačů ve firemní síti.
WSUS měla původ v Software Update Services (SUS), která zajišťovala pouze aktualizaci operačního systému. WSUS je postavená na SUS a přidává další software, který je schopen aktualizovat. Infrastruktura WSUS umožňuje jednotlivým klientů v síti stahovat automaticky patche a aktualizace z centrálního serveru společnosti. To šetří vytíženost linky připojení k Internetu, čas i místo na disku, jelikož jednotlivé počítače v síti nepotřebují přistupovat k serveru Windows Update a ani nemusí mít aktualizace na svém disku, ale stačí jim pouze se připojit k centrálnímu serveru.
Microsoft na svém webu umožnil stáhnout WSUS zdarma.

## Administrace
Windows Server Update Services 2.0 zahrnuje „sklad“ aktualizačních balíčků, MSDE – službu, která přijímá nové aktualizace, a IIS. Je možné ho spravovat prostřednictvím MMC konzole nebo webového rozhraní.[zdroj⁠?!] Pro uložení dat lze použít WID (Windows Internal Database) nebo Microsoft SQL Server Express (omezená varianta Microsoft SQL Serveru).
Umožňuje administrátorům schvalovat či odmítat aktualizace, a získávat rozsáhlé zprávy o tom jaké aktualizace určitý počítač potřebuje. Administrátor může WSUS nakonfigurovat tak, aby určité typy aktualizací přijímal automaticky (kritické aktualizace, ovladače zařízení…). Administrátoři mohou WSUS použít s Active Directory Group policy (GPO) pro nastavení konfigurace automatických aktualizací na straně klienta. Tím je zajištěno, že koncový uživatel nemůže zrušit, či obejít aktualizační pravidla daná společností. WSUS nevyžaduje použití Active Directory, konfigurace klientských stanic mohou být provedeny úpravou registru lokálního registru.

## Ukončení podpory
V září 2024 Microsoft oznámil ukončení služby WSUS a doporučuje přechod na Windows Autopatch, Microsoft Intune nebo Azure Update Manager.

## Historie verzí
- 22. března 2005 – 2.0 Release Candidate
- 6. června 2005 – Vydání verze 2.0 (sestavení 2340)
- 31. května 2006 – 2.0 Service Pack 1 (přidána podpora klientů Windows Vista, přidány další jazykové verze, vylepšení uživatelského webového rozhraní)
- 14. července 2006 – 3.0 beta 2
- 12. února 2007 – 3.0 Release Candidate (sestavení 3.0.6000.318)
- 30. dubna 2007 – Vydání verze 3.0
  - 12. května 2007: PCWorld: Oprava automatických aktualizací Microsoftu není funkční Archivováno 23. 8. 2009 na Wayback Machine.
    - Verze 3.0 způsobuje problémy s svchost.exe (100% využití CPU, neúnosné zaplňování paměti a zvýšená spotřeba u Notebooků (ventilátor CPU)).
- 1. listopadu 2007 – 3.0 Service Pack 1 RC

## Podporovaný software
Od srpna 2006, Windows Software Update Services podporuje aktualizace následujících operačních systémů a softwaru:
- Windows 2000
- Windows XP (32-bit, IA-64 and x64 Edice)
- Windows Vista
- Windows Server 2003
- Windows Small Business Server 2003
- Exchange Server 2000
- Exchange Server 2003
- SQL Server
- Microsoft SQL Server 2005
- Office XP
- Office 2003
- Microsoft ISA Server 2004
- Data Protection Manager 2006
- Windows Live Mail Desktop
- Windows Live Toolbar
- Forefront Client Utility
- Microsoft Systems Management Server 2003
- Microsoft Zune